# Efectes del soroll en la salut

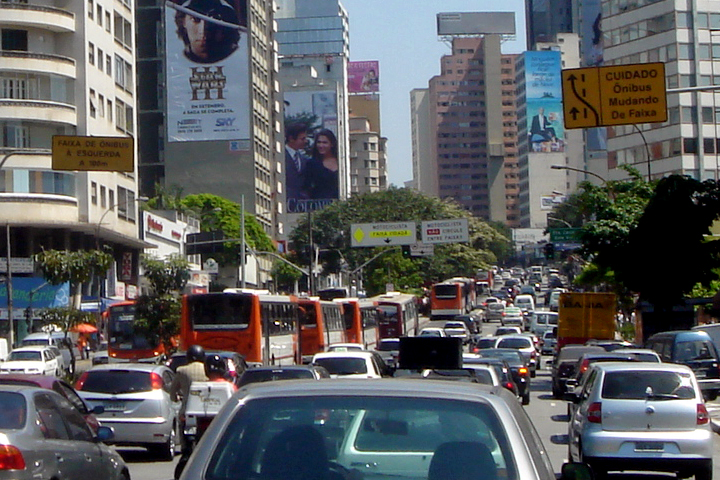
El tràfic és la font principal de la contaminació per soroll a les ciutats.

Els efectes del soroll en la salut són les conseqüències que s'arriben a presentar en la salut de les persones exposades a alts nivells de soroll en el treball o en la vida quotidiana, principalment en l'ambient urbà. Els danys que s'han observat amb freqüència i que tenen impacte sobre la vida de les persones són la hipoacusia o pèrdua de l'oïda, la hipertensió, la isquemia, molèsties i disturbis en el somni; d'igual forma s'arriben a presentar canvis en el sistema immunològic i mutacions que han estat atribuïdes a aquests alts nivells d'exposició al soroll. També, les persones exposades a alt volum de so, com escoltar música alta amb auriculars, freqüentar discoteques, assistir a concerts o estadis, el maneig de maquinària i eines elèctriques, etc, poden patir sintómes de tinnitus.
A més d'aquests danys, es reporten algunes presbiacusias que poden ocórrer de manera natural conforme a l'edat en alguns països desenvolupats als quals l'efecte del soroll acumulatiu és suficient per impactar en la salut auditiva d'una gran quantitat de població de les grans ciutats a través del temps.